# Brugmansia suaveolens
Brugmansia suaveolens, llamada trompetero o floripondio, es un arbusto perteneciente a la familia solanáceas, originario del Perú.   

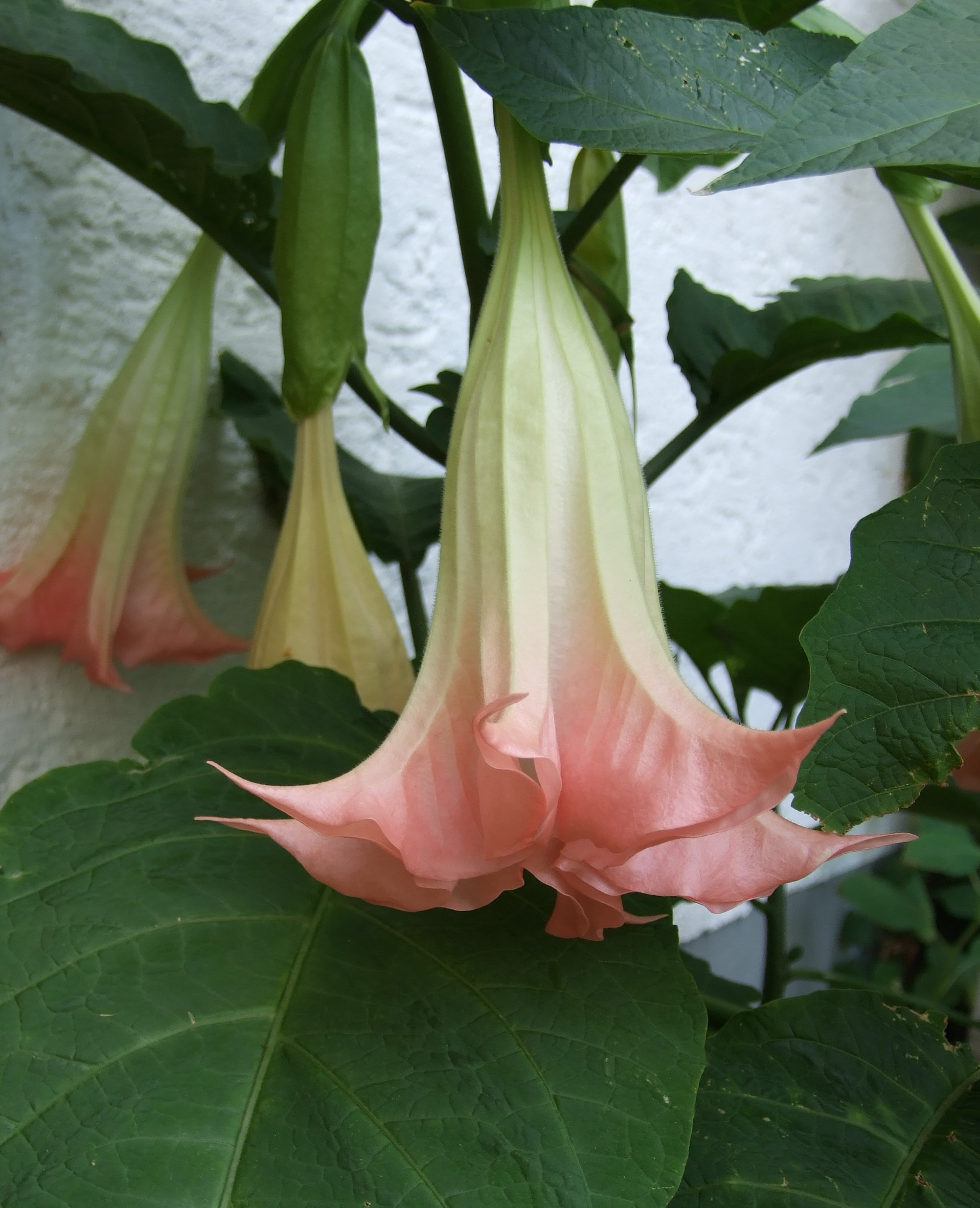
Flor

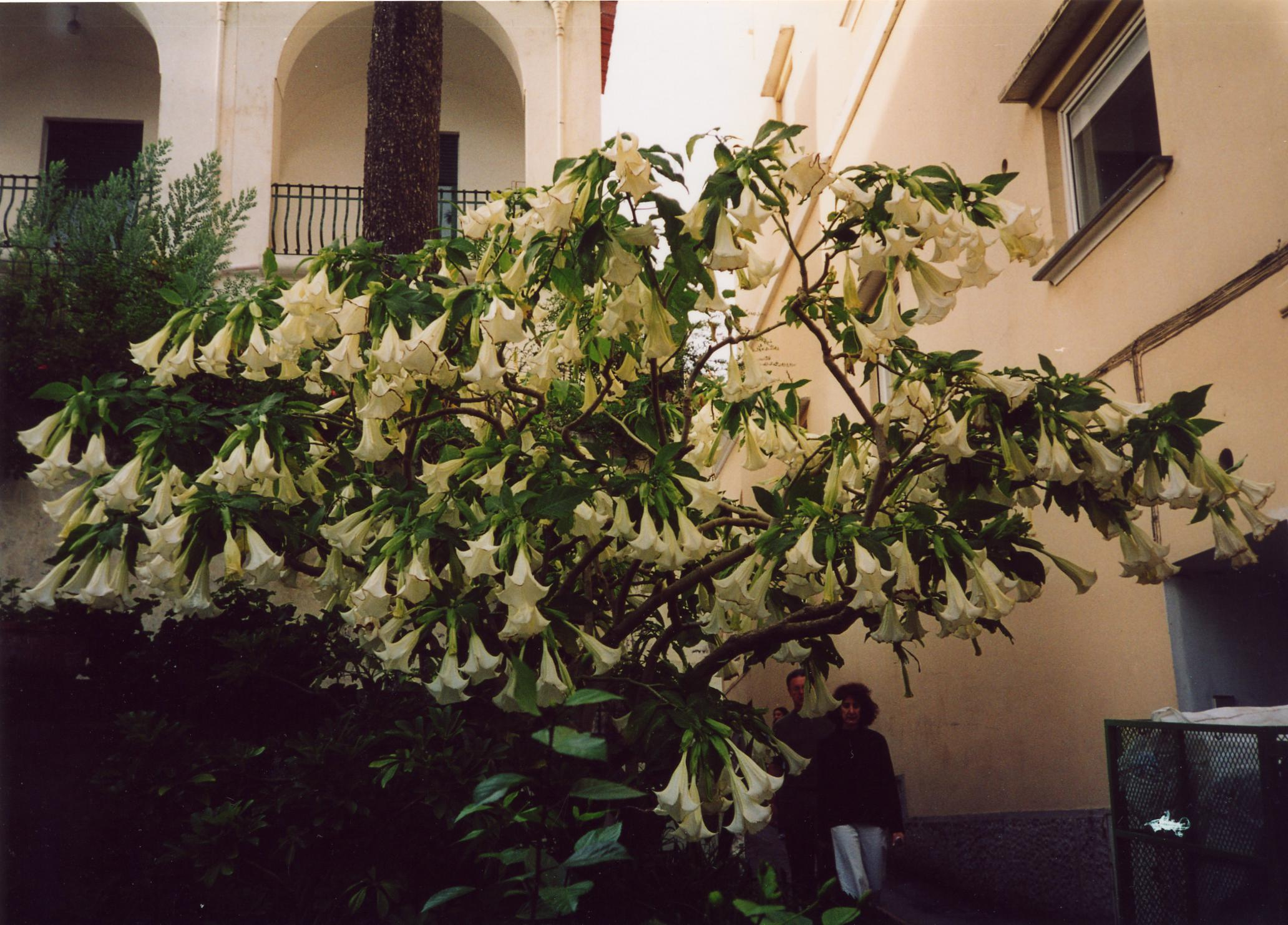
Vista de la planta

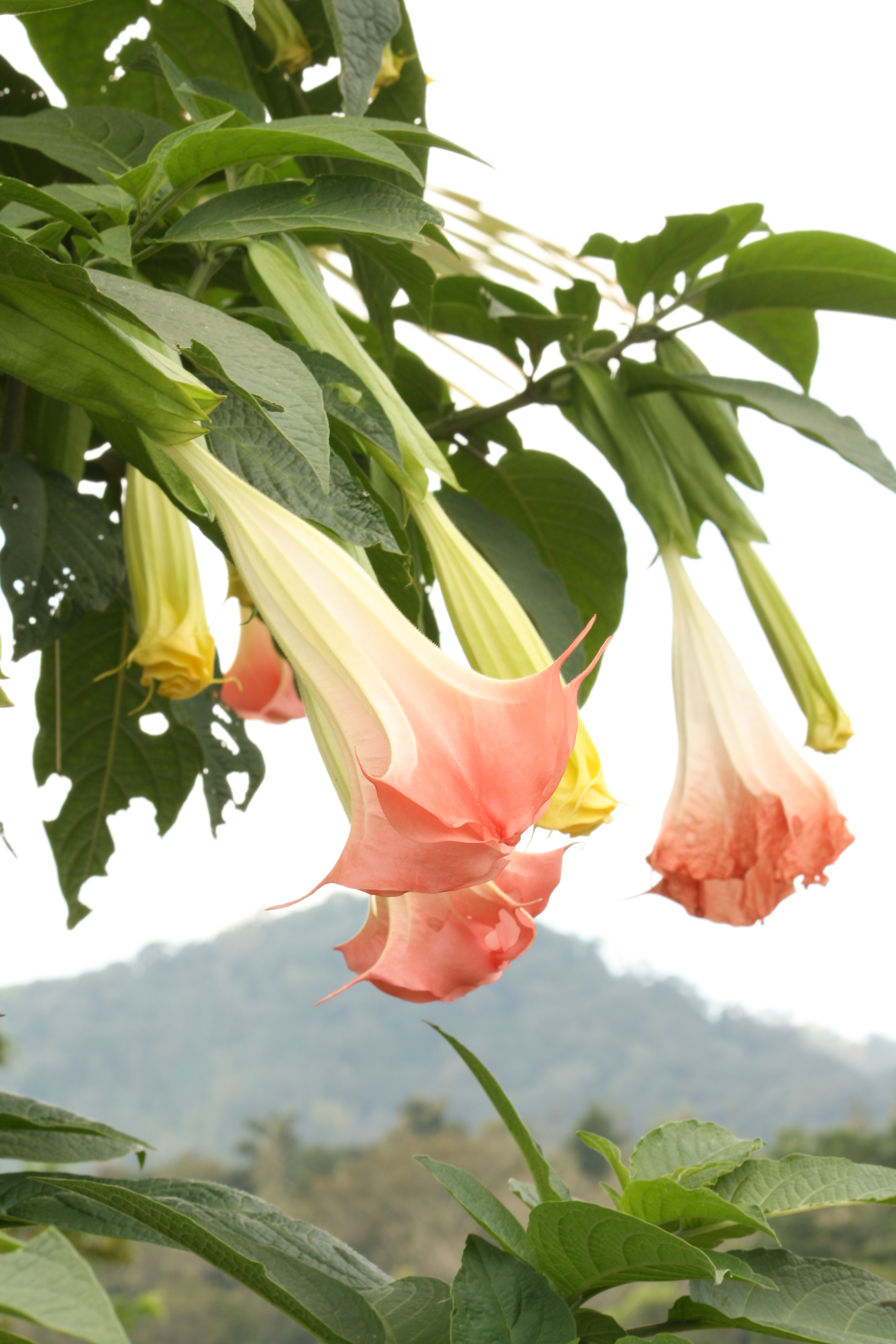
Vista de la planta

## Descripción
Es un arbusto semileñoso, muy ramificado, que puede alcanzar 3 m. Sus hojas tienen 25 cm de largo por 15 cm de ancho, son alternas, simples y pecioladas, con el limbo ovalado, el haz  glabro, de margen entero o anchamente dentado. Las flores son pentámeras, actinomorfas, péndulas y de gran tamaño: miden entre 25 y 30 cm de largo. La corola es gamopétala, , con un largo apéndice en la punta de cada lóbulo, blanca en los ejemplares silvestres, amarilla o rosada en los cultivares de jardinería. El androceo tiene 5 estambres unidos por sus anteras. El gineceo está formado por un ovario súpero bilocular y un estilo rematado en un estigma grueso e indiviso. El fruto es una cápsula lisa, dehiscente, que se abre apicalmente en la madurez.

## Distribución
Es originaria del Perú, junto a la Datura Arbórea aunque es cultivada en zonas menos cálidas como planta de invernadero. Debido a su cultivo como ornamental, actualmente está mucho más extendida, y ha llegado a naturalizarse en zonas de clima templado.

## Toxicidad
Todas las especies del género Brugmansia y del cercano Datura contienen alcaloides tropánicos como la escopolamina y la hiosciamina en todos sus órganos. Su ingestión, tanto por el ser humano como por otros vertebrados, puede resultar fatal. El simple contacto con los ojos puede producir midriasis (dilatación de las pupilas) o anisocoria (desigualdad en el tamaño pupilar).

## Etimología
Brugmansia: nombre genérico otorgado en honor a Sebald Justin Brugmans (1763-1819), profesor de historia natural en Leiden, Países Bajos. 
El epíteto específico latino suaveolens significa "con una fragancia dulce". 

## Taxonomía
Brugmansia suaveolens fue descrita por (Humb. & Bonpl. ex Willd.) Bercht. & C.Presl y publicado en Hortus suburbanus Londinensis 41. 1818.
Sinonimia
- Brugmansia suaveolens (Humb. & Bonpl. ex Willd.) G. Don
- Datura albidoflava Lem.
- Datura arborea Mart.
- Datura gardneri Hook.
- Datura suaveolens Humb. & Bonpl. ex Willd.
- Datura suaveolens f. albidoflava (Lem.) Voss
- Datura suaveolens var. macrocalyx Sendtn.
- Pseudodatura suaveolens Zijp
- Stramonium arboreum Moench[10][11]

## Nombres comunes
- Toé,[12] maricahua,[13] floripondio rosado, toa; chocho pana, borrachero, campana, chuchupanda (amahuaca); maikoa (Shuar); huantuc (Kichwa); kanachiari (Shipibo-Conibo); ñongué en Venezuela.